# Tisana Tsheringma
La tsheringma è una tisana tipica del Bhutan. Il nome deriva da quello di una delle cinque dee bhutanesi della prosperità.
È considerato una medicina tradizionale bhutanese: la bevanda avrebbe effetti benefici su cuore, fegato, sistema nervoso e apparato digerente.
La tisana consiste di due ingredienti: il primo sono i petali della pianta del cartamo (Carthamus tinctorius) conosciuto come gurgum, mentre il secondo è la corteccia della radice di Cinnamomum tamala (conosciuta localmente come shing-tsha), che dà il sapore alla bevanda.